# Yasuni
Yasuni is een populaire fabrikant van zowel 50cc als 70cc scooteruitlaten.
De meeste Yasuni-uitlaten zijn straatlegaal met een Europese toelating, maar degenen die het meest in Nederland verkocht worden zijn er maar voor één doel; een scooter of schakelbrommer harder te laten lopen dan toegestaan. Met name de Carrera-modellen, die nu (2005) met de topper de C30 al bij de vierde generatie zijn beland (C16, C20, C21 & C30), zijn eigenlijk voor circuitgebruik bedoeld en geven de scooter meer vermogen dan toegestaan is. Bidalot-uitlaten worden in dezelfde fabriek gefabriceerd, en lijken daardoor erg op de Yasuni uitlaten, zowel qua uiterlijk als qua prestaties.